# Fallmirowitz
Fallmirowitz (polnisch Falmirowice, 1936–1945 Fallmersdorf) ist eine Ortschaft in Oberschlesien. Der Ort liegt in der Gemeinde Chronstau (Gmina Chrząstowice) im Powiat Opolski in der Woiwodschaft Oppeln in Polen.

## Geographie

### Geographische Lage
Das Straßendorf Fallmirowitz liegt fünf Kilometer südwestlich des Gemeindesitzes Chronstau (Chrząstowice) sowie zehn Kilometer südöstlich der Kreisstadt und Woiwodschaftshauptstadt Opole (Oppeln). Der Ort liegt in der Nizina Śląska (Schlesische Tiefebene) innerhalb der Równina Opolska (Oppelner Ebene). Durch das Dorf fließt die Falmirówka. Im Südwesten und Norden grenzt Fallmirowitz an weitläufige Waldgebiete. Südwestlich des Ortes verläuft die Landesstraße Droga krajowa 94.

### Nachbarorte
Nachbarorte von Fallmirowitz sind im Nordosten Dembio (Dębie) und im Südosten Dombrowitz (Dąbrowice).

## Geschichte

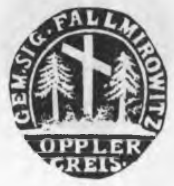
Altes Siegel der Gemeinde von 1774

Der Ort wurde 1291 als Falmirow und 1532 als Chwalmirowitz urkundlich erwähnt. Die katholische Bevölkerung des Ortes war nach Dembio eingepfarrt.
Nach dem Ersten Schlesischen Krieg 1742 fiel Fallmirowitz mit dem größten Teil Schlesiens an Preußen.
Nach der Neuorganisation der Provinz Schlesien gehörte die Landgemeinde Fallmirowitz ab 1816 zum Landkreis Oppeln im Regierungsbezirk Oppeln. 1845 bestanden im Dorf zwei Schmieden, zwei Weber und 26 Häuser. Im gleichen Jahr lebten in Fallmirowitz 193 Menschen, davon einer evangelisch. 1861 zählte der Ort fünf Bauern, 14 Angerhäusler und vier Gärtner. Eingepfarrt und eingeschult  waren die Bewohner nach Dembio. 1874 wurde der Amtsbezirk Dembio gegründet, welcher die Landgemeinde Danietz, Dembio, Dombrowitz, Fallmirowitz, Nackel und Raschau und dem Gutsbezirk Dembio, Oberförsterei umfasste.
Bei der Volksabstimmung am 20. März 1921 stimmten 166 Wahlberechtigte für einen Verbleib bei Deutschland und 54 für Polen. Fallmirowitz verblieb beim Deutschen Reich. 1933 lebten in Fallmirowitz 463 Einwohner. Ab 1933 führten die neuen nationalsozialistischen Machthaber groß angelegte Umbenennungen von Ortsnamen slawischen Ursprungs durch. Am 19. Mai 1936 wurde der Ort in Fallmersdorf umbenannt. 1939 hatte Fallmersdorf 523 Einwohner. Bis 1945 befand sich der Ort im Landkreis Oppeln.
1945 kam der bisher deutsche Ort unter polnische Verwaltung, wurde in Falmirowice umbenannt und der Woiwodschaft Schlesien angeschlossen. 1950 kam Fallmirowitz zur Woiwodschaft Oppeln und 1999 zum wiedergegründeten Powiat Opolski. Am 25. Januar 2006 wurde in der Gemeinde Chronstau, der Fallmirowitz angehört, Deutsch als zweite Amtssprache eingeführt. Im Mai 2008 erhielt der Ort zusätzlich den amtlichen deutschen Ortsnamen Fallmirowitz.

## Wappen
Alte Siegel und Stempel des Ortes zeigen auf Erdboden ein hohes Kreuz zwischen zwei Fichten.